# Molat (isla)
Molat o Melada es una isla de la Dalmacia, en la moderna Croacia del Mar Adriático. Está situada cerca de Zadar, al sureste de la isla de Ist, está separada de esta por el estrecho de Zapuntel. Tiene un área de 22,82 kilómetros cuadrados.
Los asentamientos en la isla son Molat (población 96), Zapuntel (población de 58) y Brgulje (población de 53), que están situados en el interior de la isla, sólo existen algunas aldeas más pequeñas que se encuentran en la orilla del mar. Las principales industrias en la isla son la agricultura, la cría de ganado ovino, la pesca y el turismo. Administrativamente depende del Condado de Zadar.